# Jules Labat
Pour les articles homonymes, voir Labat.
Jules Labat, né le 28 janvier 1819 à Bayonne (Pyrénées-Atlantiques) et mort le 27 octobre 1914 à Biarritz (Pyrénées-Atlantiques), est un homme politique français.

## Biographie
Maire de Bayonne de 1853 à 1870, conseiller général, il est député des Basses-Pyrénées de 1869 à 1870, élu comme candidat officiel et siégeant dans la majorité dynastique. Il retrouve son siège de député de 1876 à 1893, siégeant au groupe bonapartiste de l'Appel au peuple, qu'il préside pendant plusieurs années.